# La Tempête (Joos de Momper)
Pour les articles homonymes, voir La Tempête.
La Tempête ou La Tempête en mer est un tableau peint par Joos de Momper vers 1610-1615 et longtemps attribué à Pieter Brueghel l'Ancien. Il mesure 71 cm de haut sur 97 cm de large. Il est conservé au musée d'histoire de l'art de Vienne.